# FN:s kontor för narkotikakontroll och förebyggande av brott

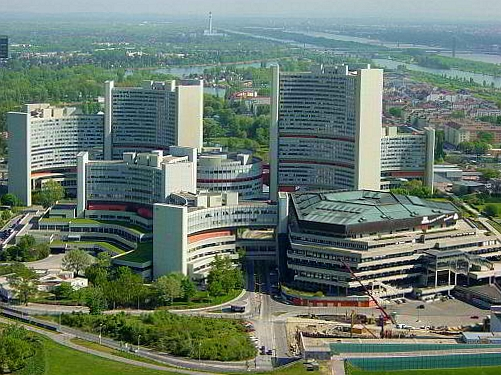
FN:s kontor för narkotikakontroll och förebyggande av brott

FN:s kontor för narkotikakontroll och förebyggande av brott eller FN:s drog- och brottsbekämpningsbyrå, som brukar förkortas UNODC (från det engelska namnet United Nations Office on Drugs and Crime), är ett organ inom Förenta nationerna (FN) som skapades 1997. 
UNODC skapades för att hjälpa FN att hantera de relaterade frågor som rör kontroll av illegala droger, brottsprevention, människohandel och internationell terrorism i alla dess former. Detta tillgodoses genom tre huvudfunktioner: forskning, lobbying för att få enskilda stater att anta brott och drog relaterade lagar och förordningar och, slutligen, att hjälpa sagda stater på en grundläggande nivå.
De beskriver själva att:
"UNODC tillhandahåller tekniskt bistånd, forskning och normativt stöd till medlemsstaterna för att hjälpa dem att
och genomföra omfattande, evidensbaserade lösningar till de komplexa och sammanlänkade hot som de står inför på nationell nationella, regionala och globala nivåerna. I dagens utmanande tider tider behövs vårt arbete mer än någonsin. Våra insatser är inriktade på att skydda människor och vår planet från kriminell exploatering genom inkluderande, hållbara och mänskliga rättigheter. Med huvudkontor i Wien och ett med ett nätverk av över 130 kontor runt om i världen, UNODC rättvisa, hälsa och säkerhet för att bygga motståndskraftiga
samhällen, och förbättra vardagen för individer, familjer och samhällen runt om i världen." 
Organet har 500 anställda stabsarbetare världsvitt och sitt huvudkontor i Wien. Förutom huvudkontoret har det 21 fältkontor och ett samarbetskontor i New York. Organisationen leds av en verkställande direktör som utses av FN:s generalsekreterare. Sedan 2010 innehas posten av Yury Fedotov.
Största enskilda bidragsgivare är Europeiska kommissionen, följd av Sverige, USA, och Storbritannien som alla ger mer än tio miljoner amerikanska dollar var.

## Rapporter
Varje år ger de ut ett stort antal rapporter om droger, exempelvis World Drug Report.